# BTR-4
Le BTR-4 « Bucéphale » (ukrainien : БТР-4 « Буцефал », romanisé : Butsefal, abréviation de Бронетранспортер, Bronetransporter, « transporteur blindé ») est un véhicule blindé de transport de troupes amphibie 8x8 à roues conçu en Ukraine par le Bureau de conception de Morozov à Kharkiv.
Il entre en action durant la guerre du Donbass, avant d'être utilisé lors de la prise de Jourf al-Nasr à l'État islamique et l'invasion de l'Ukraine par la Russie.

## Histoire
Le prototype, qui est conçu sur fonds propres, est dévoilé lors de l'exposition Aviasvit 2006 qui se tient à Kyiv en juin 2006. Il est conçu par le bureau d'études de Morozov.
Une production en série commence fin 2008 et une première série de dix BTR entre en service dans l'armée ukrainienne en 2009.
En 2009, le BTR-4 est proposé pour répondre à l'appel d'offres pour le prochain véhicule de combat d'infanterie des forces terrestres espagnoles, destiné à remplacer le Pegaso BMR. C'est finalement le Dragon qui est retenu. En 2013, le bureau d'études Morozov a pour objectif de le vendre à l'Irak, mais le pays refuse d'acheter le premier lot de véhicules en raison, selon eux, de problèmes de qualité.
En 2014, avec l'annexion de la Crimée par la Russie et le début de la guerre du Donbass, la production de BTR-4 est réorientée vers l'armée ukrainienne. Le ministère de l'Intérieur forme des brigades de la Garde nationale équipées de BTR-4, affectées à la défense des frontières ukrainiennes.
Le BTR-4 est utilisé pendant l'invasion de l'Ukraine par la Russie, à partir de 2022. Au début de l'invasion, 250 appareils sont en service en Ukraine, 70 autres en production à l'usine de Kharkiv. L'usine se dépêche de terminer la production des véhicules en cours pour équiper les forces ukrainiennes. Très utilisé, le véhicule subit des pertes importantes malgré ses protections : l'armée russe en détruit ou en saisit 77 entre février 2022 et mars 2023. Ce nombre monte à 93 en juin 2024.

## Description

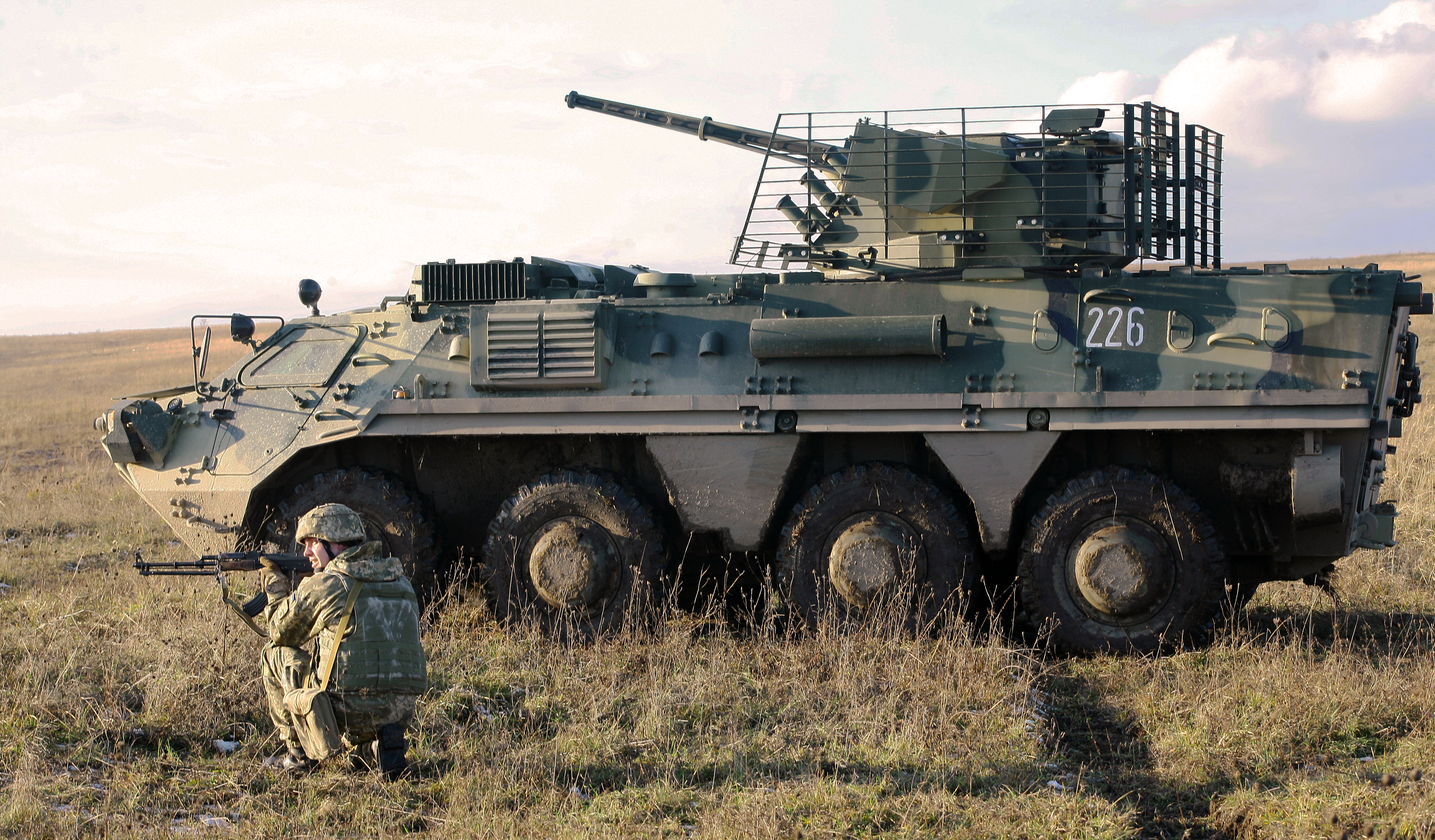
Un BTR-4 assigné au 1er bataillon de la 92e brigade mécanisée en 2017.

La disposition du BTR-4 représente un changement par rapport à l'ancien BTR-60/70/80 conçu en Union soviétique. Le véhicule a une disposition conventionnelle similaire aux conceptions occidentales comme le TPz Fuchs allemand avec le compartiment du conducteur et du commandant à l'avant de la coque, le compartiment du moteur et de la transmission au milieu et le compartiment des troupes à l'arrière. Les troupes entrent et sortent du véhicule soit par les portes arrière, soit par les trappes de toit, et les conducteur et commandant disposent de portes situées sur les côtés de la coque.

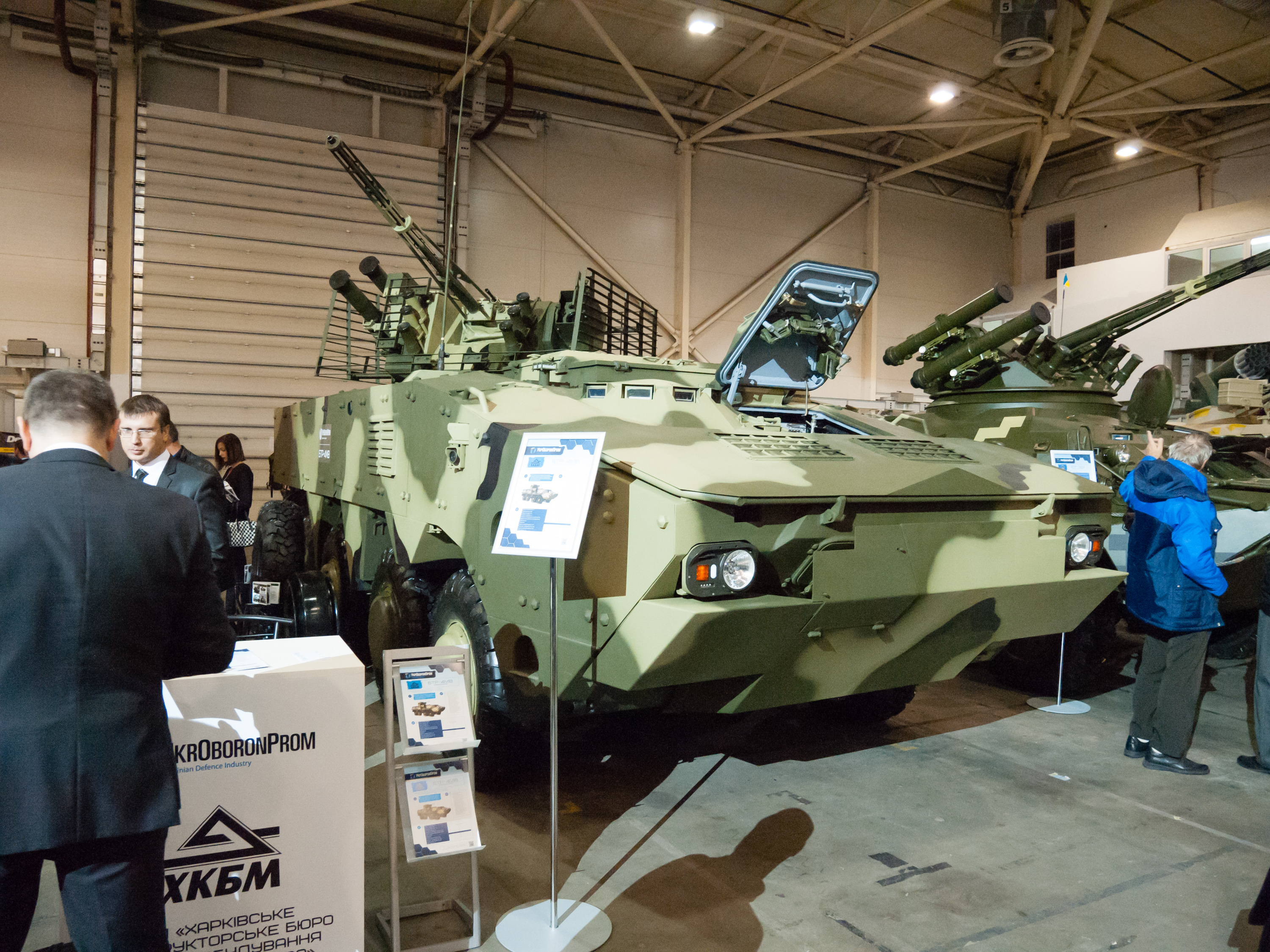
Un BTR-4MV1.

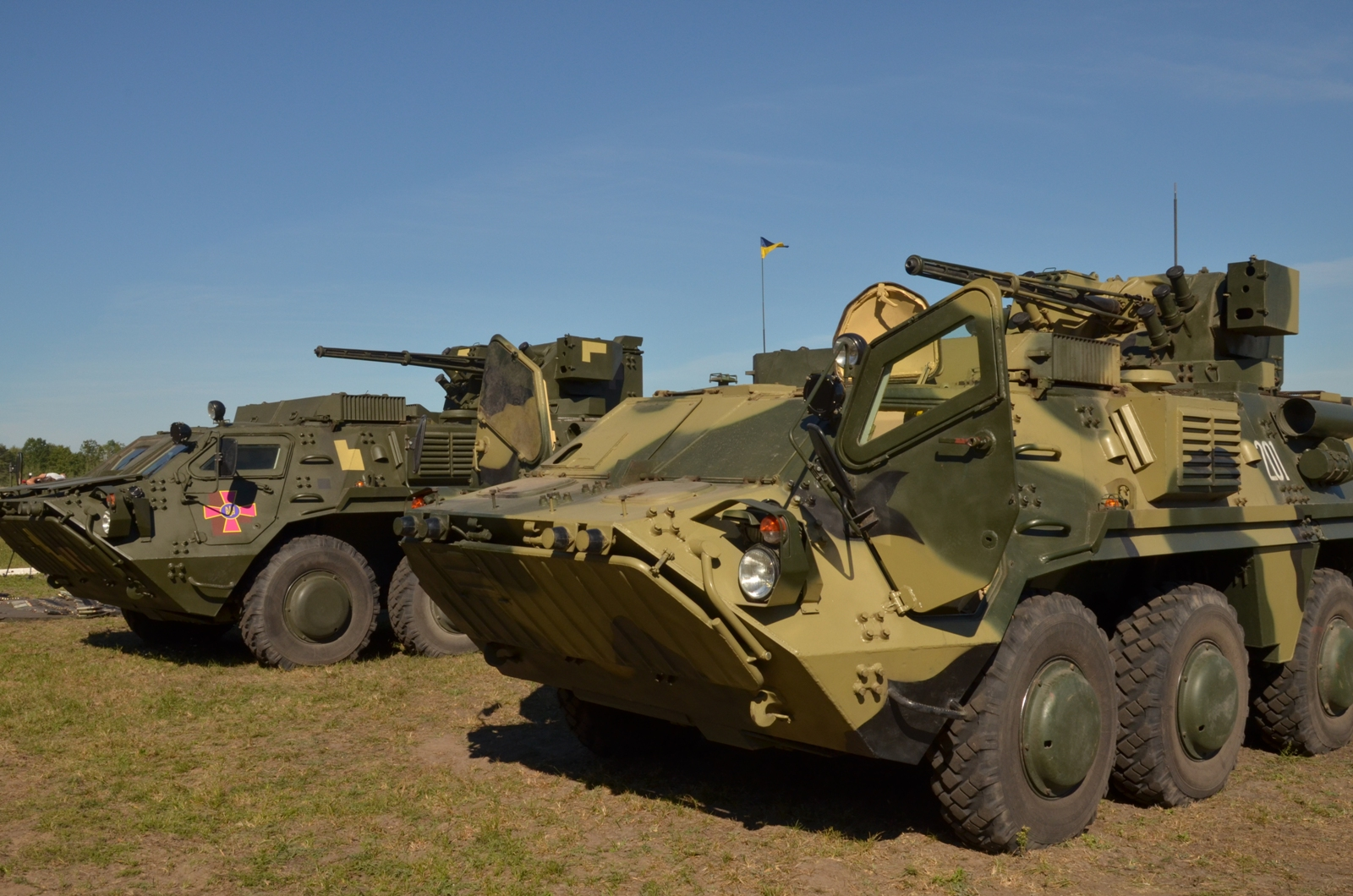
BTR-4 équipés du système Parus RWS.

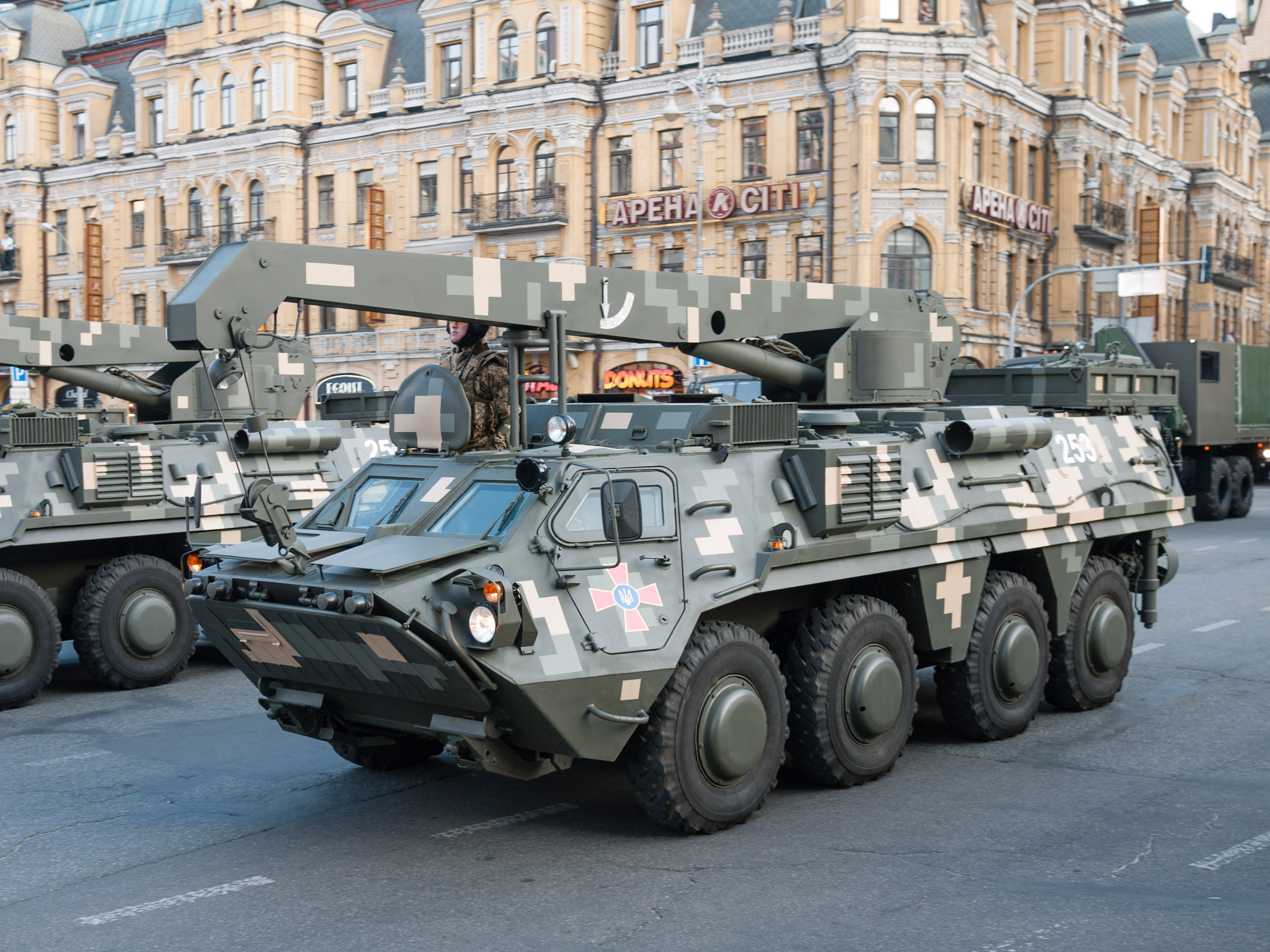
BREM-4RM.

Le BTR-4 possède une conception plus flexible que les anciens BTR-60/70/80, car la disposition modifiée facilite l'adaptation du véhicule à des rôles spécialisés. Le véhicule peut être armé selon les exigences du client. Le prototype est armé du nouveau module d'armement conçu localement qui est armé d'un canon automatique de calibre 30 mm, d'une mitrailleuse coaxiale de 7,62 mm, jusqu'à quatre missiles antichars 9P135M Konkours ou Barrière (deux de chaque côté de la tourelle), et un lance-grenades automatique de calibre 30 mm (monté à la place des missiles AT sur un côté gauche de la tourelle). Il peut être équipé de différents modules d'armes sur la tourelle : le module GROM, le module SHKVAL et le module BAU 23x2.
Le BTR-4 a une vitesse maximale de 110 km/h. Il peut franchir des obstacles d'eau à une vitesse de 10 km/h. Le véhicule est propulsé par un moteur diesel 3TD de 500 ch. Il est signalé qu'il a été touché par plusieurs obus de lance-roquettes et des tirs d'armes légères sans conséquences. Un blindage cage peut être installé pour une protection maximale contre les attaques de lance-roquettes.
Le fabricant ukrainien de défense d'État Ukroboronprom dévoile un prototype de véhicule de combat blindé à roues actuellement connu sous le nom de BTR-4MV1. Le nouveau BTR-4MV1 est la dernière génération de 8×8 APC. Il est conçu conformément aux normes de l'OTAN et basé sur le BTR-4 mais avec de nombreuses améliorations.
Il diffère des versions précédentes principalement par une configuration modifiée de la coque du véhicule, qui permet d'installer des protections supplémentaires (dont les plaques en céramique et le blindage réactif explosif) pour atteindre les quatrième et cinquième niveaux de protection conformément aux normes de l'OTAN. L'arrière de la coque est équipé d'une rampe qui permet non seulement aux soldats d'entrer et de sortir du véhicule beaucoup plus rapidement, mais permet également au véhicule blindé de transport de troupes de transporter diverses cargaisons de grande taille, y compris des munitions supplémentaires, des pièces de rechange, etc.

## Utilisation tactique
Le véhicule est apprécié au sein de l'armée ukrainienne en raison de sa rapidité et de sa puissance de feu, mais les roues et l'armement sont critiqués pour leur manque de légèreté.
Le véhicule est efficace en combat urbain, notamment dans la lutte antipersonnel, mais doit être couvert par l'arrière et appuyé par d'autres unités d'infanterie pour éviter d'être ciblé au niveau de ses points faibles, qui se situent principalement au niveau de l’arrière du véhicule, là où le blindage est moins épais.

## Opérateurs
- Ukraine
  - 92e brigade d'assaut